# دانييل فيلالفا
دانييل فيلالفا (بالإسبانية: Daniel Alberto Villalva)‏ (6 يوليو 1992 في الأرجنتين - ) هو لاعب كرة قدم أرجنتيني في مركز الهجوم. شارك مع منتخب الأرجنتين تحت 17 سنة لكرة القدم ومنتخب الأرجنتين لكرة القدم. أما مع النوادي، فقد لعب مع أرجنتينوس جونيورز وريفر بليت ونادي ديبورتيفو أوليمبيا وتيبورونيس روخوس دي فيراكروز.

## وصلات خارجية
- دانييل فيلالفا على موقع الاتحاد الدولي (مؤرشف)  (الإنجليزية)
- دانييل فيلالفا على موقع قاعدة بيانات كرة القدم.إي يو (الإنجليزية)
- دانييل فيلالفا على موقع Soccerway.com (الإنجليزية)
- دانييل فيلالفا على موقع عالم كرة القدم.نت (الإنجليزية)
- دانييل فيلالفا على موقع AS.com (الإسبانية)